# 中居正広の身になる図書館
『中居正広の身になる図書館』（なかいまさひろのみになるとしょかん）は、テレビ朝日系列にて2011年10月4日から2019年3月11日まで放送されていた中居正広の冠番組、バラエティ番組である。
開始から2013年3月19日までは『中居正広の怪しい噂の集まる図書館』（なかいまさひろのあやしいうわさのあつまるとしょかん）というタイトルで、2013年4月2日から2017年7月3日までは『中居正広のミになる図書館』（なかいまさひろのミになるとしょかん）というタイトルで放送されていた。
レギュラー放送開始から2017年4月4日までは毎週火曜日 23:15 - 翌0:15（火曜ネオバラエティ枠、JST）に収録されたものを放送していたが、同月24日から7月3日までは毎週月曜日 20:00 - 20:54（JST）に生放送されていた。その後9月11日からは再度収録されたものを放送していた。

## 概要
時期によって形式が異なるので、番組の進行形式を放送時期ごとに分けて記述する。
放送開始当初は世の中で誰もが聞いたことがある都市伝説や噂を集めて、それが白（ホント）か黒（ウソ）かを調査し、真相を探っていくバラエティだったが、2012年後期からは教養番組的要素の強い内容となった。そのため、2013年4月2日放送分から、番組名が『中居正広のミになる図書館』に変更され、スタジオのタイトル看板も当番組の企画の一つである「美文字大辞典」に出演する書道家の中塚翠涛が毛筆で書いている。タイトルの「ミになる」の「ミ」とは、教わったことが身に付く「『身』になる」、教わったことが実を結ぶ「『実』になる」、教わったことで美しくなる「『美』になる」という意味がある。
『ミになる図書館』にリニューアルしてから「知らなきゃ良かった」が始まるまでの間は、エンディングクレジットのスタッフ表示のうち個人名についても各スタッフの自筆の文字による表示になっていた。
2017年4月24日から、火曜深夜枠から月曜日20時枠へ移動し、毎回生放送に移行する（枠移動後初回は2時間SP〈19:00 - 20:54〉）。なお火曜ネオバラ番組がゴールデンに移動するのは当番組が初であり、月曜20時台の番組が生放送になるのは『奇跡の扉 TVのチカラ』以来約10年半ぶりとなる。
2017年9月11日より「世界に一冊の身につくドリル」を作成するというコンセプトへと変更され、放送形式も再び収録へと変更、番組名も『中居正広の身になる図書館』へとマイナーチェンジされた。
2019年3月11日の78分スペシャルをもって、深夜時代から数えて7年半、特番時代から数えると8年3カ月にわたる放送を終了した（最終回は20時30分 - 21時48分にスペシャル放送）。なお、ゴールデン進出後に通常編成での放送実績は一度もなかった（すべて放送枠拡大版のみ）。翌週の同月18日は同月13日まで水曜0時20分 - 0時50分（火曜深夜）に放送していた『10万円でできるかな』が月曜20時台に移動（初回は20時 - 21時48分に2時間スペシャルを放送）。さらに中居がMCを務める新番組として、土曜正午枠に『中居正広のニュースな会』がスタートした。

### 変遷
| 放送期間   | 放送期間   | タイトル                         | 放送曜日 | 放送時間（JST）        |
| ---------- | ---------- | -------------------------------- | -------- | ---------------------- |
| 2011.10.04 | 2013.03.19 | 中居正広の怪しい噂の集まる図書館 | 火曜日   | 23:15 - 翌0:15（60分） |
| 2013.04.02 | 2017.04.04 | 中居正広のミになる図書館         | 火曜日   | 23:15 - 翌0:15（60分） |
| 2017.04.24 | 2017.07.03 | 中居正広のミになる図書館         | 月曜日   | 20:00 - 20:54（54分）  |
| 2017.09.11 | 2019.03.11 | 中居正広の身になる図書館         | 月曜日   | 20:00 - 20:54（54分）  |

## 出演者
終了時の出演者
- MC[注 3] - 中居正広（2016年12月まではSMAP）
- オブザーバー[注 4] - 劇団ひとり[注 5]
- オブザーバー[注 6] - Kis-My-Ft2（主に、北山宏光・藤ヶ谷太輔・玉森裕太のうち1人が出演）[注 7]
- 進行 - 清水俊輔（テレビ朝日アナウンサー）[注 8]
- 進行 - 竹内由恵（テレビ朝日アナウンサー）[注 9]

過去の出演者
- 中継リポーター - 舞祭組（横尾渉・宮田俊哉・二階堂高嗣・千賀健永）[注 10]

## 内容

### レギュラー化以前
『お願い!ランキング』内のコーナー「お願い!企画ファーム」で放送された「怪しい本の集まる図書館」をベースに、中居正広が司会と解答者を務める単発の特番『中居正広の怪しい本の集まる図書館』のタイトルで放送された。視聴者のアンケートにより、特に知りたい定番都市伝説ランキングを発表し、ゲストパネラーの意見を参考に中居が制限時間内に白か黒を予想し、その正解数により、ゲストへの賞品が変わるというクイズ形式を取っている。また、ゲストが提示してきた都市伝説を番組内で調査するコーナーも放送された。「お願い!企画ファーム」ではゲスト審査員が白か黒かを独断で判定するのに対して、当番組ではあらかじめ決着が付けられているという違いがある。

### 『怪しい噂の集まる図書館』レギュラー放送
中居がテレビ朝日の番組にレギュラー出演するのは、2000年12月に降板した『サンデージャングル』以来約10年ぶりとなる。
レギュラー放送では毎回1組のゲストを迎え、その人が気になっている都市伝説をランキング形式で発表及び調査するコーナーや館長・ゲスト・アドバイザーに纏わる都市伝説を検証するコーナーが主体となる。またKis-My-Ft2が体を張って真偽を検証する企画などが新設された。
都市伝説の白黒を予想するクイズ形式も数問出題され、アドバイザーと呼ばれるゲストの助言を参考に、館長が白黒を予想。1回の放送で3～6問を出題、そのうち過半数を正解できればゲストが欲しい賞品を獲得できる。
番組の最後には「ベストアドバイザー賞」と「ワーストアドバイザー賞」をこの回のゲストが決定。ただし全問不正解の場合、「ベストアドバイザー賞」をなしとし、この回のアドバイザー全員が「ワーストアドバイザー賞」扱いとなる。
2012年1月からは番組が大幅にリニューアルされ（番組ロゴやセットの変更など）、内容がほぼ芸能人に関するものばかりになり、ゲストが噂にまつわる2～3択クイズに答えるスタイルに変わった。

### 『ミになる図書館』へ
2013年4月から番組タイトルを変更。「美文字大辞典」のコーナーを引き継ぎ、番組主旨も「日常生活でためになる情報やテクニックを教える」ものにリニューアル。文字やデッサンだけでなく、さまざまなテーマでゲストの芸能人同士が競い合いながら、専門家がさらに上達するテクニックを解説する。2014年4月以後は「美文字」などの放送がほとんどなくなったが、その代わりとして「芸能人のわかるわぁ～品評会」「号外スクープ狙います」、または「芸能人の資格取得企画」のいずれかがほぼ交互に放送されており、事実上教養的要素は「資格取得企画」に移行した。
2014年11月からは、「知らなきゃ良かった」のみの放送になった。2016年から「知らなきゃ良かった」本来の企画が次第に縮小され、VTRでのコーナーなどを放送するようになった。9月13日から「知らなきゃ良かった」が廃止され、特定の企画がなくなったが、11月1日から「居酒屋40題」に移行した。
なお、レギュラーのKis-My-Ft2と劇団ひとりは『怪しい噂の集まる図書館』末期から、企画に応じてコメンテーター役または出場者側になる「オブザーバー」として出演（キスマイはメンバーの中から毎回1-2名程度交代。ひとりは毎週出演）。

### ゴールデン進出・視聴率不振から再改題へ
2017年4月24日から、火曜深夜枠から月曜日20時枠へ移動することが決まった。同年1月16日（月曜日）19:00 - 21:48に放送したゴールデンSP『ミになる図書館プレゼンツ 中居正広VS芸能人50人! 世代別クイズバトル ジェネレーションチャンプ』が枠移動後のメイン企画となり、同局で過去数回放送してきた特番『中居正広のスポーツ!号外スクープ狙います!』も本番組内でレギュラー化される予定であったが、『スポーツ!号外～』については当初予定とは異なり、2017年8月14日19:00 - 20:54に本番組の2時間スペシャルとしてではなく、特番として放送。2018年3月5日19:00 - 21:48も特番として放送したが、同年4月23日20:20 - 21:48（20分繰り下げ・34分拡大）になってようやく本番組内で放送され、これ以降最終回まで本番組内での放送となっていた。ゴールデンタイム進出かつ枠移動後初回は2時間SP（19:00 - 20:54）を放送し、視聴率は7.6%を記録した（ビデオリサーチ調べ、関東地区・世帯・リアルタイム）。
その後の視聴率は、枠移動後2回目（2時間SP・19:00 - 20:54）に6.8%、枠移動後3回目（19:54 - 20:54、6分前拡大）に5.7%をそれぞれ記録し（いずれもビデオリサーチ調べ、関東地区・世帯・リアルタイム）、視聴率面で深夜時代の視聴率を下回る苦戦が続いている。『中居正広のミになる図書館』としては枠移動後6回目である2017年7月3日の3時間SP（19:00 - 21:48）に遡って最終回となり、同年9月11日から『中居正広の身になる図書館』に再改題のうえ、リニューアル（改題後初回は2時間SP〈19:00 - 20:54〉）。
なお、ゴールデン進出後は一度も通常編成の放送実績がなかった。

## 「怪しい噂の集まる図書館」レギュラー放送でのコーナー

### 芸能人にまつわる神ワザ伝説に白黒つけちゃうぞ!
出演者の1人が、自分の好物やCMキャラクターを務めている商品などを、正しく利き分ける。
挑戦者に1品ずつ提示され、それが予め指定した挑戦者の好物（白）か番組の用意したダミーの品物（黒）かを答える。
全問正解できれば神ワザ伝説達成となり、番組側から賞品が贈られる。

### 芸能人当てクイズ
ある芸能人の血縁関係者（兄弟姉妹、親子）や自宅のVTRを見て、ゲストはその芸能人は誰かを3人の候補の中から当てる。

### 白黒ナンバーズ
毎回、ある共通の職業に就いている10名が登場。彼らに対して白（YES）か黒（NO）で答える噂（質問）をぶつけ、代表者となったゲストは館長や他のゲストと相談して、何人が白と答えるかを予想する。成功すれば賞金10万円獲得。
初回は、代表者が番組が用意した噂の中から、白と答えた人数が番組が指定した条件ナンバーの範囲内に入る噂を選ぶ。条件ナンバーは、1問目や2問目は○○人以上や以下など条件の範囲は広いが、3問目は○○人丁度と範囲が狭まる。なお事前にスタッフが質問している為、全問条件に当てはまらないというケースは起こらない。
噂の数は、1問目は6個の中から、2問目以降は既に選んだ噂以外（2問目は5個、3問目は4個）から選択していく。ただし途中で失敗した場合は、新しい噂が補充されて6個に戻る。
3回のチャレンジの中で、1回でも3問連続正解すれば賞金。
2回目以降は、白と答える人数をZero（0人）・Low（1～4人）・High（5～9人）・ALL（10人）の四択から予想する。
2回目は、チャレンジ2回のうちどちらかで3問全て正解できれば賞金。3回目は、10問中6問以上正解できれば賞金。

### クイズ!あなたが正解です
解答者として集められた数人の芸能人が、出題された問題（質問）に沿って、自分自身のゴシップを早押しクイズ形式で告白する。
告白したゴシップは、中居館長やアドバイザーによって正解・不正解で判定され、正解なら賞金を獲得できる。

### 多数決メシ
同一店舗の2品の料理のうち、より多くオーダーされているのはどちらかを当てる。
解答は、中居館長・ゲスト・アドバイザーで議論を行い、全員の多数決で決定する。まずは第一印象で各々解答を選び討論、間にそれぞれの途中までの調理過程やアピールポイントを映したVTRを見て、それを踏まえて最終結論で解答をまとめる。
正解なら全員が正解の料理を食べられるが、不正解なら全員食べられない。
兄弟企画として、「多数決カロリー」（オーダー数ではなくカロリーの高低を比較）、「多数決オファー」（2人の芸能人のうち、すっぴん公開など番組からの無茶なオファーを引き受けた方を当てる）もある。

### 勝手にマッチメイカー フェイマス相撲
10代～80代から10名ずつ計80名の一般人に対して、2人の有名人の知名度調査を実施。名字もしくはニックネームを言って貰えれば1票として、どちらの有名人がより多く票を得る（知名度が高い）かを、中居館長・ゲスト・アドバイザー全員の多数決で予想する。この派生形として、「どちらの女性タレントの方が美人か」など違うテーマで調査をすることもある。

### 怪しい漫画研究会
漫画に登場するすごい人物やすごい技を実際にできるかどうか検証する。3人のプロが挑戦し、その中で1人でも成功すれば「実在する」（白）、全員失敗なら「実在しない」（黒）となる。このコーナーはクイズではなく、結果予想も行わない。その後、1人に対して成功するかどうか予想するコーナーになった。

## 「怪しい噂の集まる図書館」後期→「ミになる図書館」レギュラー放送でのコーナー

### 美文字大辞典（怪しい美文字大辞典）
ゲストがお題となる文章を書いて、その文字を書道家であり、ペン習字のプロでもある中塚翠涛が点数を付け。その点数で美文字・ふつう・汚文字の3段階で判定して順位付けする。基本的には事前にボールペンで書いたものを採点して順位付けるが、決勝戦との2段階方式で行う回や、タブレットで書いている経過を見せるなどの試みが行われる回もある。
発表方法は2種類あり、順位を明かさずにランダムに発表する方式、順位を明かして発表する方式があり、前者は美文字と汚文字のどちらかというドキドキ感があるが、後者は順位が分かっているため、順位で汚文字だとわかっていると、挑戦前の自信ありコメントが赤っ恥となる。
この企画が始まってからの番組エンディングのスタッフクレジットは、スタッフ本人が書いた自分の名前が出される（会社名は除く）。この企画が大きな反響を呼び、2013年新語・流行語大賞にノミネートされた。

### 美デッサン大辞典
江川達也がキャプテンでプロの漫画家の「漫画家軍団」と、レイザーラモンHGがキャプテンで絵がうまい芸能人の「芸能人軍団」が、1対1の対戦形式で、制限時間3時間で同じ像のデッサンする。プロの美術大学教授ら3人が10点満点で採点。漫画家軍団対芸能人軍団の団体戦で、勝利数を競う。

### 美滑舌大辞典
2013年5月14日から放送。元・現アナウンサーが1対1の対戦形式で、読みづらい言葉が入ったニュース原稿を噛むことなく読み上げ、専門家3人が10点満点で採点。トーナメント方式で優勝者を決める。
1回戦はニュース原稿の内容のチェックタイムが5秒設けられ、その間に原稿を確認してから原稿を読み上げる。先攻が挑戦する間は、後攻は大音量のヘッドホンを着けて音を遮られる。同点の場合は別の原稿でチェックタイム3秒に短縮して延長戦。延長戦でも決着がつかなかった場合は、3人の多数決で勝者を決定。
準決勝は、1回戦と同じルールだがチェックタイムなしで原稿を読み上げる。
決勝は、「フラッシュ滑舌」で対戦。噛みやすい単語が次々と提示されるので、噛む事なく読み上げる。10個中より多くの単語を読み上げられた方が優勝。

### 美イングリッシュ検定
2013年7月16日から放送。英語に自信のある芸能人が、事前に、ある場面に対し自分なりの英語のフレーズを言い、単語や文法の正しさを東進ハイスクールの安河内哲也が採点する。
こちらは、美文字大辞典同様の順位付けで勝敗を決する。

### 美ジネスメール検定
『お願い!ランキング』でパイロット版を行った後、2013年8月20日放送分から放送。お題のシチュエーションに対して、適切なビジネスメールを作成して提出。それがビジネスマナーとして相応しいか否かをマナー講師の平林都が採点する。
こちらは、美文字大辞典同様の順位付けで勝敗を決する。

### 美パントマイムNo.1決定戦
2013年8月20日から放送。事前に提示された課題でパントマイムを披露し、専門家3人が10点満点で採点。
まず6人の出場者がA・Bブロックに分かれて予選を行い、両ブロックの最上位者で決勝戦を戦い、No.1を決める。

### 美演歌女王決定戦
2013年8月27日から放送。J-POPやアニメソングなど他のジャンルの実力派女性歌手が1対1の対戦形式で演歌の課題曲を歌い、3人の審査員が判定。トーナメント方式で優勝者を決める。
カラオケ講師の中村詠子が演歌テクニックの解説をする。

### 美タイピング大辞典
2013年9月17日から放送。カラオケの人気曲の歌詞を、歌のスピードに合わせてパソコンで入力できるか競う。この企画はNo.1を決める形式ではなく、2つのステージをクリアして「美タイピング」の称号を目指す形式で実施。予選ステージで成功すると賞金10万円、難易度が上がった決勝ステージで成功すると賞金30万円と「美タイピング」の称号を獲得。
パソコン入力コンクール6年連続日本一の隅野貴裕がタイピングのレクチャーをする。

### 美鑑定大辞典
2013年10月29日から放送。芸能人2名の対戦形式。古銭やプロ野球カードなど、あるジャンルのマニアグッズが10個登場し、2人がそれぞれ1個ずつ選ぶ。鑑定額が高い方が勝ち。残った品物で2回戦、3回戦を行い（前に勝った方が先に品物を選べる）、先に2勝した方が最終的な勝者となる。

### 鑑定じゃんけん
美鑑定大辞典から派生した企画で、物ではなく10名の人物が登場し、「つき合った女性の人数」のようなテーマで、2チームがより数の大きい人を当てる。

### 美写真No.1決定戦
2013年11月26日から放送。カメラが趣味の芸能人5名が2つのテーマで写真を撮り、プロが採点する。合計点の最も高い人が優勝。

### ドッキリ俳優選手権
2014年1月7日から放送。通常のドッキリ企画は、だまされる側の反応を見るが、今回はドッキリを仕掛ける側がいかにうまく演技するかを判定する。

### 買い物好き芸能人が最近買った高額商品を見極めろ!
2014年1月28日から放送。買い物好きの芸能人であるプレゼンターが、自分の買った3つのブランド品についてのうんちくを語るが、うち1つはスタッフが用意した初見のもので、解答者はどれが実際に買っていないものであるか当てる。

### 1週間頑張ったら○○はミにつく?
2014年1月28日から放送。大人が1週間本気で頑張ったら資格がとれるかを検証する。この企画に挑戦する人物は舞祭組のメンバーから選ばれる。

### わかるワァ～品評会
2014年2月4日から放送。共通の境遇をもつ芸能人6人が、日常の中で感じる、他の人も共感できると思われることをプレゼンする。シチュエーションと感情がお題として表示され、それについての話をパソコンで入力する。共感できるかどうかを自分以外の芸能人5人が1人15ポイント、同じ境遇の観客25人が1人1ポイントで採点し、点数を競う。

### 号外スクープ狙います!
2014年春の特番で行われた企画を当番組内でレギュラー化したもの。さまざまな分野の芸能人やスポーツ選手が、関係の深い人と2人1組で出演し、自分の職業に関する秘密を発表する。これを記者や芸能リポーターが判定し、合計点により「ヒマネタ」「スクープ」「大スクープ」「号外」となる。レギュラーで当企画が放送されなくなってからは、テーマをスポーツに限定した上で特番として放送されているが、ゴールデン枠移動後に再びレギュラーに戻す予定となっていたが、ゴールデン昇格当初は本番組の企画としてではなく、特番での放送を続けていたが、後になってレギュラー企画として戻され、再末期にはそのまま最終回まで毎回放送される企画となった（ただし、その期間の毎回、スペシャル版での放送となっていた）。

### ○○オンチ中居 ○○知識をミにつけようSP!!
2014年8月5日から放送。本当の音痴でも知られる中居に、知らない分野を克服してもらうために、ロケでのミッションを通じて知識を身につけさせていく。

### 知らなきゃ良かった
2014年11月25日から放送。さまざまなジャンルの専門家が、聞いたらがっかりするような「知らなきゃよかった」という話をプレゼンする。当初は雑学に関するものばかりだったが、芸能人のエピソードに関する内容が増えるようになり、2015年春以降は心理学者の竹内龍人による目の錯覚の画像がレギュラー化されるようになった。2015年夏からはそれに代わり、2択のテストを繰り返して「凡人度」などを調べる企画になった。2015年秋からはこれらの特定の企画はなくなり、当日出演している芸能人が正しいと考えている健康法・知識・雑学などを披露した後、清水アナウンサーのフリによって、別室にいる専門家が真偽を説明し、文字通り「知らなきゃよかった」とがっかりさせる企画のみとなっており、ゴールデンの特番などでも同様の企画が行われる。2016年からは本来の企画が次第に縮小され、失敗した有名人や問題のある不動産などをVTRで取り上げる企画が恒例化した。2016年夏からは、出演者自らの問題を「弱音川柳」として発表するようになり、VTR企画ではさまざまな物の歴史を掘り下げる「進化系大図鑑」が始まった。これらは「知らなきゃ良かった」終了後も継続されているほか、「知らなきゃ良かった」と事実上同じ内容の企画も随時放送されている。「ジェネレーションチャンプ」レギュラー化して以降は、企画終了している。

### 居酒屋40題
2016年11月1日から放送。中居をはじめとする40代の出演者が、体の不満など40代のあるあるを「弱音川柳」同様のお題として発表する。これらに対し「知らなきゃよかった」と同様の専門家による指摘がある。

### クイズ「君の名は。」
「居酒屋40題」の中の企画として2016年から放送。2017年からこの企画のみで放送されるようになった。レギュラーでは、2つのチームに分かれて、相手チームの解答者を指名し、指名された解答者が答える。中居は体調不良なので、ひとりが司会を務めた。

### 世代対抗クイズ ジェネレーションチャンプ
2017年1月放送のスピンオフ特番から始まった企画。20代〜オーバー60代（60代以上）の5チーム対抗戦。出演人数は、深夜レギュラー版では各年代3人ずつで、特番では各年代10人ずつである。ゴールデン（生放送）レギュラー版では、各年代2〜4人ずつである。人数は、各放送毎に異なる。
主なクイズ
- ジェネレーションアンケートクイズ
  - 一部が虫食いになった20代〜60代それぞれの世代別アンケートランキング上位4項目の虫食い部分を答える。虫食いには中居のデフォルメイラストがあしらわれており、解答時には虫食いを「○○（色名）居さん」と指定して解答、1色正解につき10P。また複数の世代に同一項目がある場合には同色の虫食いが入れられる。
- できる?できない?クイズ
  - 別会場にてアスリートゲストが難関のミッションに挑戦し、その成否をスタジオの解答チームが予想する。舞祭組の4名がレポーターとして出演。
- 同じ言葉を入れてね川柳
  - 反復する部分が虫食いとなった川柳問題の虫食い部分を答える。
- ジェネレーション横取りクイズ
  - ある世代ならわかる常識問題を出題し、正解すると他の世代チームから20ポイントを横取り出来る逆転問題クイズ。このクイズ以外でも最終ブロックの問題では「横取りルール」として同様のポイント横取りのルールが行われる。

## 「怪しい噂の集まる図書館」過去に放送されたコーナー
本物?合成?怪しい写真に白黒付けましょう!
映し出された奇妙な光景の写真が白（本物）か黒（合成写真）かを予想する。
怪しい図鑑を完成させろ
都市伝説を図鑑形式で紹介。ただし肝心な部分が空欄となっており、館長・ゲストはその空欄に当てはまる項目は何かを予想する。
この問題は、白黒ではなく3択以上の選択肢から答えを選ぶ形式となっている。

## 単発特番リスト
|    | 放送日         | 時間          |
| -- | -------------- | ------------- |
| 1  | 2010年12月27日 | 21:30 - 23:30 |
| 2  | 2011年03月21日 | 19:55 - 21:48 |
| 3  | 2011年07月18日 | 19:00 - 20:54 |
| 4  | 2012年04月30日 | 20:05 - 21:48 |
| 5  | 2013年05月06日 | 20:15 - 21:48 |
| 6  | 2013年10月01日 | 19:00 - 21:48 |
| 7  | 2013年10月15日 | 19:00 - 20:49 |
| 8  | 2014年06月23日 | 19:00 - 21:48 |
| 9  | 2014年09月08日 | 19:00 - 20:54 |
| 10 | 2014年10月20日 | 19:00 - 20:54 |
| 11 | 2015年06月15日 | 19:00 - 21:48 |
| 12 | 2016年03月21日 | 19:00 - 21:48 |
| 13 | 2017年01月16日 | 19:00 - 21:48 |

## 批判
2015年3月11日に、YOSHIKIが当番組『中居正広のミになる図書館』でのX JAPANに関わる内容が放送された回について、「たまたま見てしまいました。真実と異なることや、編集等、いろいろと思うことがあり、少し傷つきました」と発言した。

## ネット局と放送時間
| 放送対象地域   | 放送局                       | 系列           | 放送時間           | 遅れ       | 備考                |
| -------------- | ---------------------------- | -------------- | ------------------ | ---------- | ------------------- |
| 関東広域圏     | テレビ朝日（EX）             | テレビ朝日系列 | 月曜 20:00 - 20:54 | 制作局     | 制作局              |
| 北海道         | 北海道テレビ（HTB）          | テレビ朝日系列 | 月曜 20:00 - 20:54 | 同時ネット |                     |
| 青森県         | 青森朝日放送（ABA）          | テレビ朝日系列 | 月曜 20:00 - 20:54 | 同時ネット |                     |
| 岩手県         | 岩手朝日テレビ（IAT）        | テレビ朝日系列 | 月曜 20:00 - 20:54 | 同時ネット |                     |
| 宮城県         | 東日本放送（KHB）            | テレビ朝日系列 | 月曜 20:00 - 20:54 | 同時ネット |                     |
| 秋田県         | 秋田朝日放送（AAB）          | テレビ朝日系列 | 月曜 20:00 - 20:54 | 同時ネット |                     |
| 山形県         | 山形テレビ（YTS）            | テレビ朝日系列 | 月曜 20:00 - 20:54 | 同時ネット |                     |
| 福島県         | 福島放送（KFB）              | テレビ朝日系列 | 月曜 20:00 - 20:54 | 同時ネット |                     |
| 長野県         | 長野朝日放送（abn）          | テレビ朝日系列 | 月曜 20:00 - 20:54 | 同時ネット |                     |
| 新潟県         | 新潟テレビ21（UX）           | テレビ朝日系列 | 月曜 20:00 - 20:54 | 同時ネット |                     |
| 静岡県         | 静岡朝日テレビ（SATV）       | テレビ朝日系列 | 月曜 20:00 - 20:54 | 同時ネット |                     |
| 石川県         | 北陸朝日放送（HAB）          | テレビ朝日系列 | 月曜 20:00 - 20:54 | 同時ネット |                     |
| 中京広域圏     | 名古屋テレビ（メ〜テレ/NBN） | テレビ朝日系列 | 月曜 20:00 - 20:54 | 同時ネット |                     |
| 近畿広域圏     | 朝日放送テレビ（ABC）        | テレビ朝日系列 | 月曜 20:00 - 20:54 | 同時ネット | [ 注 19 ] [ 注 20 ] |
| 広島県         | 広島ホームテレビ（HOME）     | テレビ朝日系列 | 月曜 20:00 - 20:54 | 同時ネット |                     |
| 山口県         | 山口朝日放送（yab）          | テレビ朝日系列 | 月曜 20:00 - 20:54 | 同時ネット |                     |
| 香川県・岡山県 | 瀬戸内海放送（KSB）          | テレビ朝日系列 | 月曜 20:00 - 20:54 | 同時ネット |                     |
| 愛媛県         | 愛媛朝日テレビ（eat）        | テレビ朝日系列 | 月曜 20:00 - 20:54 | 同時ネット |                     |
| 福岡県         | 九州朝日放送（KBC）          | テレビ朝日系列 | 月曜 20:00 - 20:54 | 同時ネット |                     |
| 長崎県         | 長崎文化放送（ncc）          | テレビ朝日系列 | 月曜 20:00 - 20:54 | 同時ネット |                     |
| 熊本県         | 熊本朝日放送（KAB）          | テレビ朝日系列 | 月曜 20:00 - 20:54 | 同時ネット |                     |
| 大分県         | 大分朝日放送（OAB）          | テレビ朝日系列 | 月曜 20:00 - 20:54 | 同時ネット |                     |
| 鹿児島県       | 鹿児島放送（KKB）            | テレビ朝日系列 | 月曜 20:00 - 20:54 | 同時ネット |                     |
| 沖縄県         | 琉球朝日放送（QAB）          | テレビ朝日系列 | 月曜 20:00 - 20:54 | 同時ネット |                     |

過去のネット局
- 高知県 - テレビ高知（KUTV、TBS系列）
- 鳥取県・島根県 - 山陰放送（BSS、同上）
- 富山県 - チューリップテレビ（TUT、同上）
- 宮崎県 - テレビ宮崎（UMK、フジテレビ系列・日本テレビ系列・テレビ朝日系列）

ゴールデン進出かつ生放送となったことを機に、テレビ朝日系列フルネット24局のみの放送となった（系列外ネットは深夜時代での遅れ放送分の消化をもってすべて打ち切られている）。

## 主なスタッフ

### 特番時代
- 構成：鈴木おさむ、樋口卓治、興津豪乃、村上洋賢、鹿谷忠弘
- ナレーション：木村匡也
- TD/SW：平野友章、平間隆啓
- カメラ：福元昭彦、横関正人
- 照明：湯浅洋一
- VE：阿部勝利
- 音声：藤原賢治
- デザイン：小山晃弘、近藤千春
- CG：福田隆之
- 美術進行：高崎絵織、市丸和範
- 大道具：森永伸一、古谷俊朗
- 電飾：宮田智博
- モニター：石井智之
- 小道具：塚谷将朗
- 編集：川崎剛史
- MA：小田嶋広貴
- 音効：矢部公英
- TK：草野麻里（M&M）
- リサーチ：ジーワン、フォーミュレーション
- ヘアメイク：山内勝博、小野やよい
- 編成：松瀬俊一郎、遠藤華子
- 宣伝：平野三和、椿本晶子
- デスク：小林裕美子
- 制作スタッフ：吉富大輔、深山智史、岡村学、笹田和宏、黒柳貴仁、高橋雄作、大阿久智浩、入江緑
- アシスタントプロデューサー：増村紀男、ながさわコーヤ、水野佳世
- ディレクター：中沢智有、遠藤由一郎、岡田直也、緒方彰大、大谷真也、大沢解都、井長英嗣、藤崎絵三、大澤宏一郎ほか
- プロデューサー：奥田創史、樋口圭介、松井正樹
- ゼネラルプロデューサー・演出：奥川晃弘
- 医療監修：森田豊
- 技術協力：テイクシステムズ、TSP、AZABU PLAZA
- 美術協力：テレビ朝日クリエイト
- 協力：東京オフラインセンター、アマナイメージズ AFLO、ITNソース、読売新聞社
- 制作協力：ジャニーズ事務所

### レギュラー放送
※=ゴールデン進出時から加入
- ナレーター：奥田民義、大江戸よし々（大江戸・大塚→※）
- 企画：奥川晃弘（2013年7月9日 - 2012年7月17日 - 2013年7月2日までは演出、以前はゼネラルプロデューサー兼務）
- 構成：樋口卓治、鈴木おさむ（一時離脱→復帰）、デーブ八坂、小杉四駆郎
- TM：高田格（※）
- TD/SW：平間隆啓、石渡剛
- SW：佐相誠（※）
- カメラ：石渡剛、清水美保、宮本邦慶、首藤祥太、福井智章（首藤・福井→※）
- 照明：湯浅洋一、中本明人（中本→※）
- VE：東那美、橋口司、木島洋、駒井譲（木島・駒井→※）
- 音声：加藤翠、志村剛、林田群士（林田→※）
- 美術：小山晃弘（以前はデザイン）
- デザイン：豊田裕基（豊田→※）
- 美術進行：高崎絵織、亀井直子（亀井→※）
- オブジェ装飾（※）：(有)フルール•ノンノン
- 大道具：小宮山博章、木村朔也（木村→※）
- 小道具：塚谷将朗
- システム（※）：松本未希
- 電飾：仁平光一（※）
- モニター：水野繁人
- ヘアメイク：山内勝博（一時離脱→※）
- スタイリスト：栗田泰臣
- 編集：川﨑剛史
- MA：神山幸久
- 音効：矢部公英（ふなや）
- TK：草野麻里（M&M）
- デスク：北谷みづき
- 編成：池田邦晃、山本文隆（池田・山本→※）
- 宣伝：平野三和
- 協力：東京オフラインセンター
- 技術協力：STUDIO Welt
- 音楽協力（※）：テレビ朝日ミュージック
- 特別協力：ジャニーズ事務所
- 制作スタッフ：品田尚孝、出口優一、綿貫翔平、藤原康隼、川見彩由里、河田真衣、内田いつき、辻井孝之、今井貴大、中川怜士、高橋直哉（出口・藤原〜高橋→※）
- アシスタントプロデューサー：馬越脇弘章、水野佳世、佐藤甲三、大橋ルミ、配藤麻衣、山口大輔（※ - 以前はディレクター）、辻美子（※）
- ディレクター：山口智也、田中良憲•、ふくち(福地)剛、佐藤真吾•、早田翔、前田匡寛、渡辺達也（渡辺→以前は制作スタッフ）、深沢博信、佐藤啓、尾形正喜、寺下洋平、藤原藍子（藤原→以前は制作スタッフ▶一時離脱▶復帰）、佐川陽亮、松原孝二•、野口昌希•、山口浩和•（•がつく者→※）
- チーフディレクター：舟橋政宏（以前はディレクター）
- プロデューサー：本部純（2017年4月24日（※）- 2013年7月9日 - 2017年4月4日はゼネラルプロデューサー）、奥村篤人（2017年8月14日 - 2015年4月7日 - 2017年7月頃まではディレクター兼務、2015年3月まではディレクター）、山田健史（2017年4月 - ）、なかざわコーヤ（※ - 以前はAP、ふなや）、白髭晋二（※ - 東通企画）、丸山浩史（※ - NONぷれ、以前はらいんおふ!!）、大澤宏一郎（※ - 以前はディレクター、太陽カンパニー）
- ゼネラルプロデューサー：奥田創史（2017年1月31日 - 2013年7月9日 - 2017年1月24日はプロデューサー、2012年7月17日 - 2013年7月2日はゼネラルプロデューサー）
- 制作著作：テレビ朝日

### 過去のスタッフ
- ナレーション：木村匡也、古田優児、青山愛（当時テレビ朝日アナウンサー）、渡部恵子（クイズ出題）、ACE（ジェネレーションライム出題）、小山茉美
- 構成：矢野了平、中村芙美子、山田雄也
- TM：大島秀一、太田憲治、長谷川正和
- 音声：藤原賢治
- 技術協力：テイクシステムズ、AZABU PLAZA、TSP
- デザイン：近藤千春、小谷知輝、吉岡理人、谷口絵梨果
- CGデザイン：福田隆之、横井勝
- 美術進行：市丸和範、遠藤ゆか、廣澤陽子
- モニター：石井智之、水野繁人
- イラスト：ちたまロケッツ
- ヘアメイク：石崎達也
- 消え物：園田真心
- 電飾：前西原亜戸、宮田智博、松田翔一、入江智喜
- 装飾：Ade.y、山入端亜戸
- マルチ：矢萩恵理
- 編集：曽根隼一、牧野晃司、栗原智明
- MA：船木拓也
- リサーチ：ジーワン
- 海外コーディネート：高木美嘉
- 編成：荒井祥之、吉村周、松瀬俊一郎、谷山沙要、林智乃、瀧川恵、田中真由子（田中→一時離脱▶復帰▶※）、篠宮康希
- 宣伝：平泉季里子、池田佐和子（以前は編成）
- デスク：萩原わかな
- 制作協力：株式会社Bigface、ViViA
- 制作スタッフ：吹田雅信、齋藤智香、早川和希、北住健司、寺田俊輔、黒柳貴仁、三瓶翔士、荻原正雄、亀井明日香、藤森亮平、吉井僚宏、高橋美鈴、市野瀬雄大、高森美帆、藤田結衣、皮龍石歩、秋定沙織、田中翔一、三瓶栞奈、棚原直也、阿曽絢一、山口ひとみ、権田祐輔（権田→以前はディレクター）、
- アシスタントプロデューサー：増村紀男、渡部かおり、内田安妃子、中所光彦、古川忠幸、真鍋香里
- ディレクター：中澤智有、荻野健太郎、遠藤由一郎／横井大明、矢野和久、大沢解都、吉富大輔（吉富→以前は、制作スタッフ）、真船潤、栗原大祐、森川哲雄、中村慎吾、足立佑介、三浦大輔、大石展裕、大峯あつし、小島隆補、池上健介、北村麻美、大岡慎介（大岡→一時離脱→復帰）、岡村学、米田裕一（米田→一時離脱→復帰）、大谷真也、井長英嗣（井長→一時離脱→復帰）、三浦靖雄、衣鳩大(太)樹、蔡理皓、小澤博之、平野彰子、鈴木雅巳、岩本浩一（衣鳩以降→※）
- プロデューサー：樋口圭介、渡辺章太郎（渡辺→2013年7月9日 - 2015年3月31日）、佐藤尚子、有田武史・関原奈津子（共に※、D:COMPLEX）
- 医療監修：森田豊
- 写真協力：平工幸雄
- 調査協力：マクロミル